# William Robertson (historiador)
William Robertson (Borthwick - Midlothian, 19 de setembro de 1721 – Edimburgo, 11 de junho de 1793) foi um historiador escocês, ministro da Igreja da Escócia e decano da Universidade de Edimburgo: "Os 30 anos durante os quais presidiu a Universidade são talvez o ponto mais alto da história desta instituição".

## Biografia

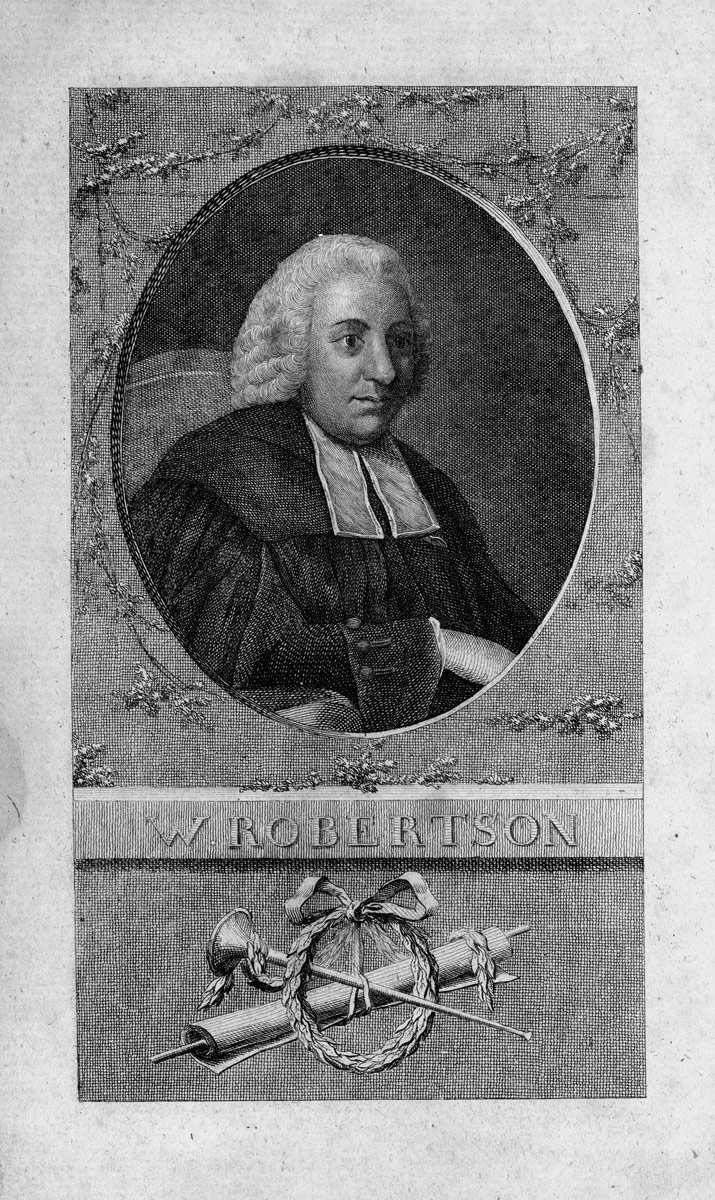
William Robertson (da edição alemã de 1777 da sua História da América)

Nascido na casa paroquial (chamada, na Escócia, de Manse) de Borthwick, na área de concelho de Midlothian, foi educado na Escola Paroquial da cidade natal, no Dalkeith Grammar School e, finalmente, na Universidade de Edimburgo (1733-41), onde estudou teologia (sagrando-se em 1759).
Tornou-se ministro em Gladsmuir (East Lothian) no ano de 1743 e depois na Lady Yester's Kirk e Greyfriars Kirk de Edimburgo. Firme nas ideias presbiterianas e membro do Whig, ofereceu-se como voluntário para a defesa da cidade contra os jacobitas  comandados pelo príncipe Carlos Eduardo Stuart em 1745.
Foi capelão real de George III em 1761 e, no ano seguinte, decano da Universidade de Edimburgo. Em 1763 torna-se Moderador da Assembleia Geral da Igreja da Escócia, e Historiador Real em 1764, reativando um cargo da família real escocesa que esteve inativo desde 1709. Foi também membro do Poker Club.
Seu trabalho mais notável talvez seja a História da Escócia 1542 - 1603, que iniciou em 1753 e teve a primeira edição em 1759. Foi uma figura importante do Iluminismo Escocês e di Partido Moderado da Igreja da Escócia.
Está sepultado na Greyfriars Kirkyard, em Edimburgo, e dá nome ao prédio vizinho ao William Robertson Building da Universidade de Edimburgo.

## Obras
- The Situation of the World at the Time of Christ's Appearance  (1755)
- The History of Scotland 1542-1603 (1759) 3 volumes
- History of the Reign of the Emperor Charles V, with a View of the Progress of Society in Europe (1769) 4 volumes
- The history of the reign of Charles V (1792) 4 volumes
- The history of America - livros 1-8 (1792) 3 volumes
- The history of Scotland (1794) 2 volumes
- An Historical Disquisition Concerning the Knowledge Which the Ancients Had of India (1791)
- The History of America livros 8-11 (1777, 1796) - 4 volumes

## Para saber mais
- Brown, S. J. (ed.), William Robertson and the Expansion of Empire, Cambridge, 1997